# Guizo

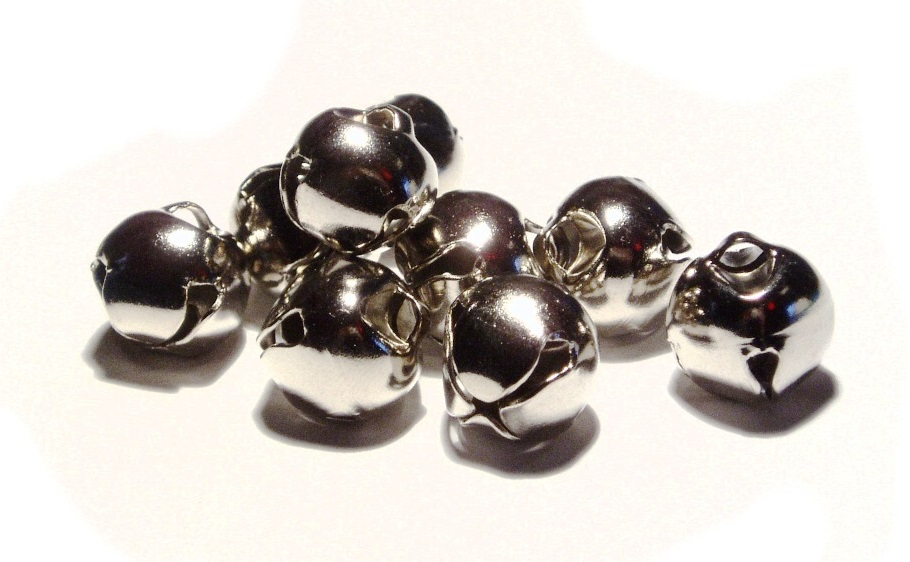
Um grupo de guizos.

O guizo é um objeto oco de metal ou feito de um pequeno fruto seco, aproximadamente esférico, no seu interior possui uma ou mais bolinhas maciças (podem ser as próprias sementes do fruto) que, ao ser agitado produz um som, como de chocalho.
Pode ser utilizado isolado (em bijouterias), como apetrechos para gatos, ou em maior quantidade, como quando é utilizada para fins de instrumento musical.
Seu som é semelhante ao chocalho da cobra cascavel.
Os guizos também são amplamente usados na cultura oriental, tanto para adorno de armas quanto para enfeites das vestes. A crença oriental dita que o barulho de metal pode afastar maus espíritos, por essa razão ele também é tido como amuleto de proteção sobrenatural.